# HMSI
Honda Motorcycle and Scooter India o HMSI, es la filial en la India propiedad total de Honda Motor Company, Limited. Fundada en 1999, fue la cuarta empresa automotriz Honda en la India, después de Hero Honda, Kinetic Honda Motor Ltd y Honda Siel Cars India.

## ISO 14001
HMSI obtuvo el certificado ISO 14001 en diciembre de 2002. Los planes de HMSI son utilizar el ciclo Círculo_de_Deming para su sistema de gestión ambiental.

## Vehículos
Algunas de las motocicletas vendidas por HMSI son:
- Honda Aviator
- Honda Activa
- Honda Dio
- Honda Unicorn
- Honda Shine
- Honda CBF125
- Honda CB Twister
- Honda Dream Yuga
- Honda CBR250R
- Honda CBR150R
- Honda Activa i
- Honda CB Shine
- Honda Dream NEO
- Honda CB Trigger